# Yerusalimka
 (septembre 2017).
Yerusalimka ou Ierusalimka, nom dérivé de Jérusalem, est un des quartiers principaux de la ville de Vinnitsa, en Ukraine. Son nom vient du fait que, originellement, il s'agissait d’un quartier juif.

## Histoire
Vers la fin du XVIIIe siècle, Ierusalimka commence à se développer en banlieue artisanale de la ville de Vinnitsa. Ierusalimka devient célèbre pour son style architectural, et est surnommé le « quartier baroque juif ». 
Au début du XXe siècle, Vinnitsa, chef-lieu du gouvernement de Podolie, est habitée par quarante mille personnes, dont la moitié sont des Juifs.
En 1942, une grande partie du quartier est détruite par les troupes d'occupation allemandes.
Aujourd'hui, il existe encore quelques bâtiments juifs dans le quartier, en particulier la synagogue érigée en 1903, comme l'indique l'écriteau sur son mur.
Voici le verset du poète moderne, Monya Shuster sur son quartier natal :

« Oh Ierusalimka

Quartier juif des pauvres

Sur tes chemins étroits

Mes pas pouvaient être vus

Voici le premier orage

Le coucher du soleil et le lever du soleil

Ici, les pleurs des enfants

Et les yeux tendres des mères »

Le nom du quartier subsiste toujours dans la Vinnitsa du XXIe siècle.